# Скотт, Майкл (предприниматель)
Майкл «Скотти» Скотт (род. 11 февраля 1945) американский предприниматель, был первым генеральным директором Apple Computer с февраля 1977 до марта 1981. Скотт работал в National Semiconductor в качестве директора производства, когда Майк Марккула предложил ему занять позицию генерального директора в Apple Inc., так как сооснователи компании — Стив Джобс и Стивен Возняк — считались не подходящими для этой работы.

## Карьера

### Apple
Пытаясь создать новый стандарт для всех компаний, Скотт объявил, что Apple не будет использовать печатные машинки. В 1979 и 1980 году в проекте Макинтош Джефа Раскинa было задействовано всего четыре человека. Этот проект не считался важным в Apple и несколько раз был почти закрыт. При реорганизации Apple осенью 1980 проект был закрыт, но Джеф убедил Скотта и Марккула продлить срок действия проекта. Чтобы показать, что проект имеет ценность, ему было дополнительно дано три месяца.
25 Февраля 1981 года был назван «чёрной средой» в компании. Скотт лично уволил сорок работников Apple, включая половину Apple II команды, думая, что они ему не нужны. Позже, этим же днём он собрал всех оставшихся работников за бочонком пива и объяснил эти увольнения, говоря «Я раньше говорил, что когда быть генеральным директором в Apple станет скучно, я уйду. Но сейчас я передумал — когда будет скучно, я буду увольнять, пока не станет интересно.»
За это чрезвычайно неожиданное происшествие Скотт был понижен до звания вице-председателя компании, незначительная роль почти без какой-либо власти. Человек, который нанял Скотта, был продвинут на должность генерального директора.
Официально Скотт ушёл из Apple 10 июля, 1981 года, написав в заявлении:
Так я получаю новый опыт обучения, что-то, чего я никогда раньше не делал. Я увольняюсь, а не ухожу в отставку, чтобы присоединиться к новой компании или уйти на пенсию по личным причинам... Это делается не для тех, кто боится моего мнения и стиля, а для преданных, которым может быть дана ложная надежда.

Ваш Майкл, Частное лицо

### Последующая деятельность
С 1983-го по 1988-й Скотт возглавлял Starstruck, частную компанию, которая попыталась создать космическую ракету морского базирования. Он также начал помогать некоммерческим организациям, таким как Seattle Opera и калифорнийский институт технологии, в обучении использованию персональных компьютеров для их собственных нужд.

### Эксперт по драгоценным камням
После Apple Скотт занялся драгоценными камнями. С того времени он уже написал книгу о камнях и создал коллекцию драгоценных камней, которая была показана в Bowers Museum в Santa Ana, California. Скотт ещё поддерживал Rruff, проект который занимался созданием спектральной информации из чистых минералов. Минерал руфит (IMA 2009—077) был назван в честь этого проекта, так же, как и scottyite (IMA 2012—027) для Майкла Скотта.